# Stratford (Isla del Príncipe Eduardo)
Stratford es un pueblo canadiense situado en la provincia de Isla del Príncipe Eduardo.

## Superficie
Stratford tiene una superficie de 22,67 km².

## Demografía
En 2021, tenía 10 927 habitantes, una densidad poblacional de 482 hab./km², y 4667 viviendas.